# De Leeuw (Zedelgem)
De Leeuw is een gehucht van de gemeente Zedelgem, in de Belgische provincie West-Vlaanderen. Het gebied wordt ook aangeduid met de naam Zuidwege, het grote kruispunt in het gehucht, of met de naam Sint-Elooi, naar de katholieke parochie.
De Leeuw ligt op een strategische plaats binnen de gemeente. Het ligt langs de N32 (Torhoutsesteenweg) van Brugge naar Torhout, aan het kruispunt met de weg van Ruddervoorde naar Zedelgem en Aartrijke. Dit kruispunt draagt de naam Zuidwege en werd een druk verkeerspunt in de tweede helft van 20ste eeuw. Op het kruispunt gebeurden vele dodelijk ongevallen, in 2006 werd er uiteindelijk met het oog op de veiligheid een rotonde aangelegd. Ook het station van Zedelgem, op de lijn van Brugge naar Kortrijk bevindt zich in het gehucht. Het Zedelgemse bedrijf Claeys is er gevestigd, later opgenomen in Case New Holland en een wereldleider voor landbouwmachines. De grote weg, de spoorweg en de industrie gaven aanleiding tot de groei van het gehucht.

## Geschiedenis
De oudste bewoning in de parochie vindt men in de omgeving van wat later Zuidwege werd. In een register uit 1518 waarin kerkrenten werden opgetekend vindt men bewoning terug in dit gebied. De woonwijk werd vroeger ook "Ten Torre" genoemd, en lag toen op een kruispunt van twee belangrijke wegen, namelijk de IJperschen herrewech en de Ruddervoorschen herrewech. De Ieperse Heerweg verbond Brugge met Ieper. Hij liep door Loppem, daarna ongeveer via het traject van de latere Torhoutsesteenweg door Zuidwege naar Torhout. Zowel in Loppem als Torhout komt de straatnaam nog voor, in Zuidwege. In Zedelgem zijn enkel nog in landwegjes restanten te vinden van de toen kronkelende aardeweg. De Ruddervoordse Heerweg liep tussen Ruddervoorde en Zedelgem, waar nu de Ruddervoordestraat en Groenestraat liggen. Er moeten enkele tientallen mensen in het gebied gewoond hebben.
De regering van de Oostenrijkse Nederlanden onder Maria Theresia gaf op 1 april 1751 het octrooi voor het aanleggen van de nieuwe weg van Brugge-Torhout-Roeselare-Menen. De voor die tijd revolutionaire weg (aangelegd in kasseien) was af op 10 oktober 1754 en verving de oude Ieperse heerweg waarvan er stukken verkocht werden. De weg zorgde voor beter wegverkeer en ook voor de ontsluiting van het gebied in het zuiden van Zedelgem (zoals het latere Veldegem). De wijk kreeg korte tijd later de naam "De Leeuw" naar de herberg "De Gouden Leeuw". In de wijk kwamen doorheen de volgende jaren een smidse, winkels, een bakkerij en na verloop van tijd ook een schooltje. In 1854 werd ook een rechtstreekse weg van Aartrijke naar Zuidwege aangelegd, die een bijkomende grote verkeersader werd.
Op 4 oktober 1846 werd het stuk spoorweg tussen Brugge en Torhout in gebruik genomen. Vlak bij Zuidwege werd het station van Zedelgem gebouwd, waarrond al gauw een woonwijk ontstond. Rond 1900 stonden er een twintigtal herbergen en woningen. Het station werd druk gebruikt voor laden en lossen van goederen. Dit station zou ook belangrijk worden voor de ontwikkelende industrie.
De smidse in De Leeuw, die in 1758 werd gebouwd, zou de kiem worden van de industrie in het gehucht. Na enkele generaties kwam in 1824 kwam na huwelijken de smidse in handen van de familie Claeys. De zonen van Louis Claeys, die in 1880 aan het hoofd kwam, zouden uiteindelijk zorgen voor het ontstaan van een industrie in De Leeuw. De zonen zouden diverse bedrijven oprichten, die later onder andere Flandria en Superia werden. De firma van Leon Claeys ging ook maaidorsers maken, en groeide uit tot een bedrijf met al meer dan 600 werknemers in 1933. Het bedrijf ging de volgende decennia over in New Holland en later Case New Holland. Ook de firma Packo ontstond er in die periode. Deze industrie zorgde voor verdere ontwikkeling van de wijken.

## Bezienswaardigheden
- Sint-Eligiuskerk (Zedelgem)
- Domein Merkenveld en Kasteel Baesveld, direct ten oosten van De Leeuw, op het grondgebied van Loppem
- Standbeeld van Leon Claeys naast de kerk
- Solidariteit met het Zuiden van kunstenaar Paul Perneel

## Galerij

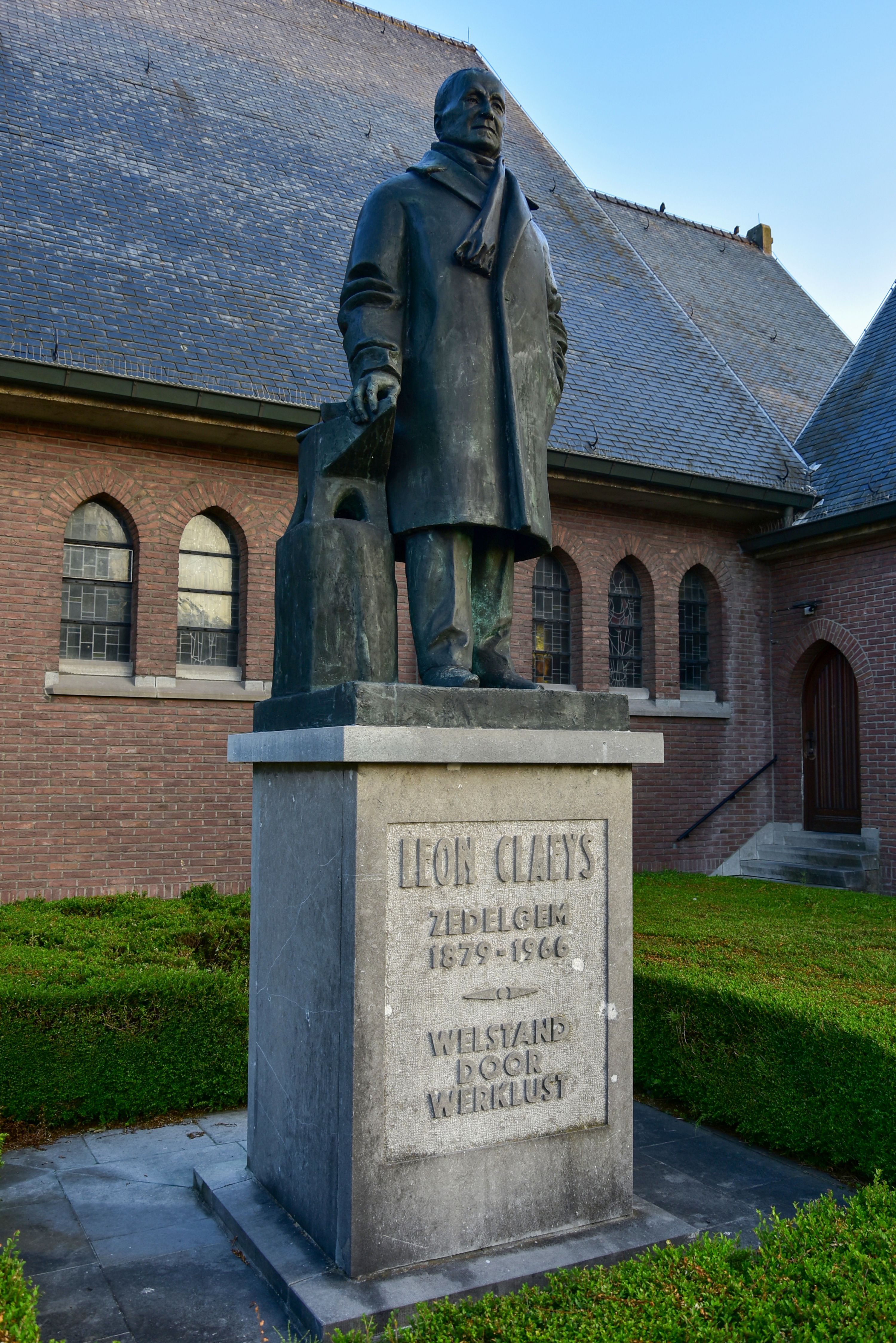
Leon Claeys
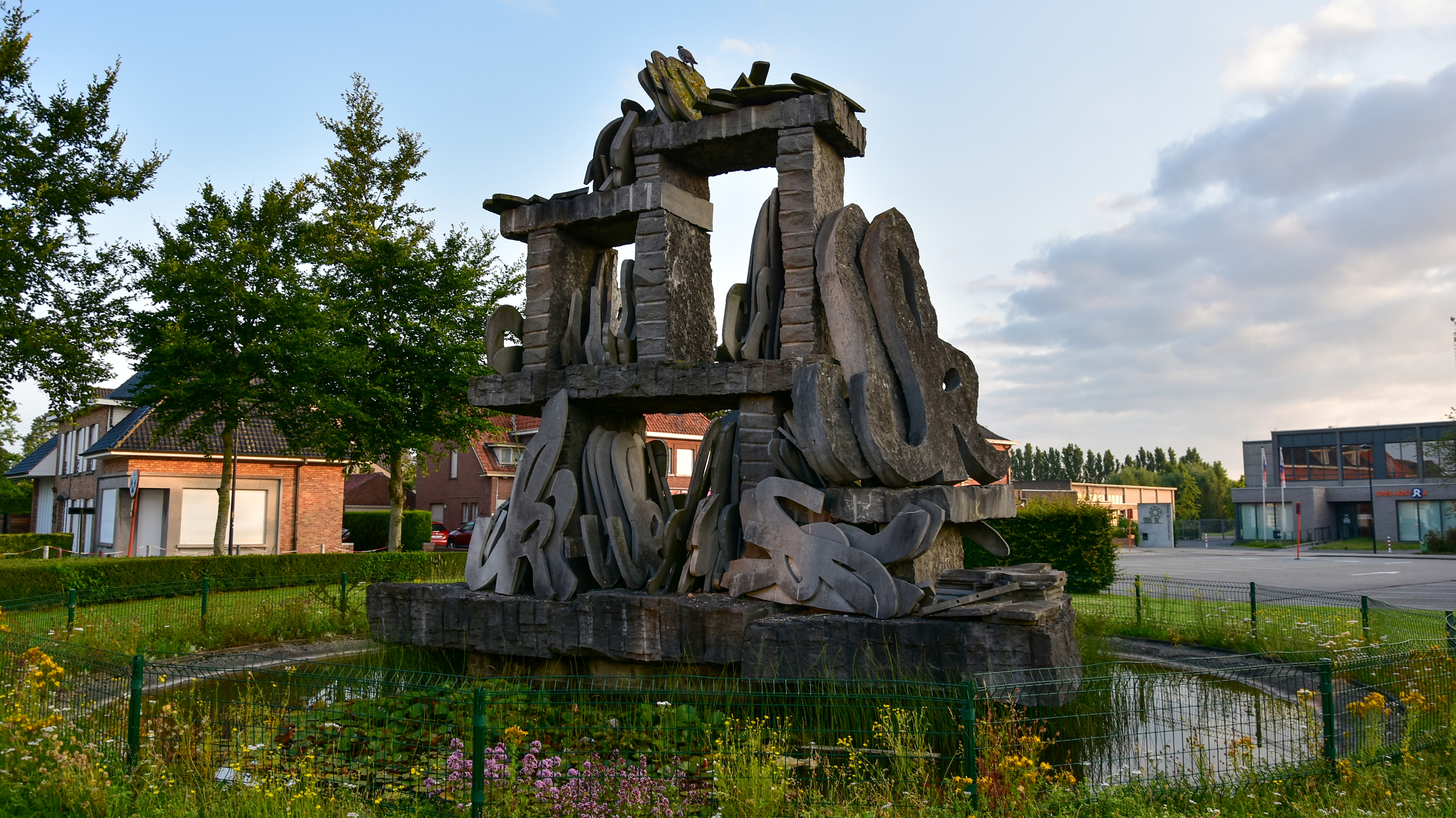
Solidariteit met het Zuiden van Paul Perneel

## Nabijgelegen kernen
Zedelgem, Veldegem, Ruddervoorde, Loppem